# Honda e
Honda e — компактний електричний хетчбек японської компанії Honda. Дебютував серійний електромобіль на Женевському автосалоні в березні 2019 року, а виробництво і продажі стартують з літа 2020 року.

## Опис

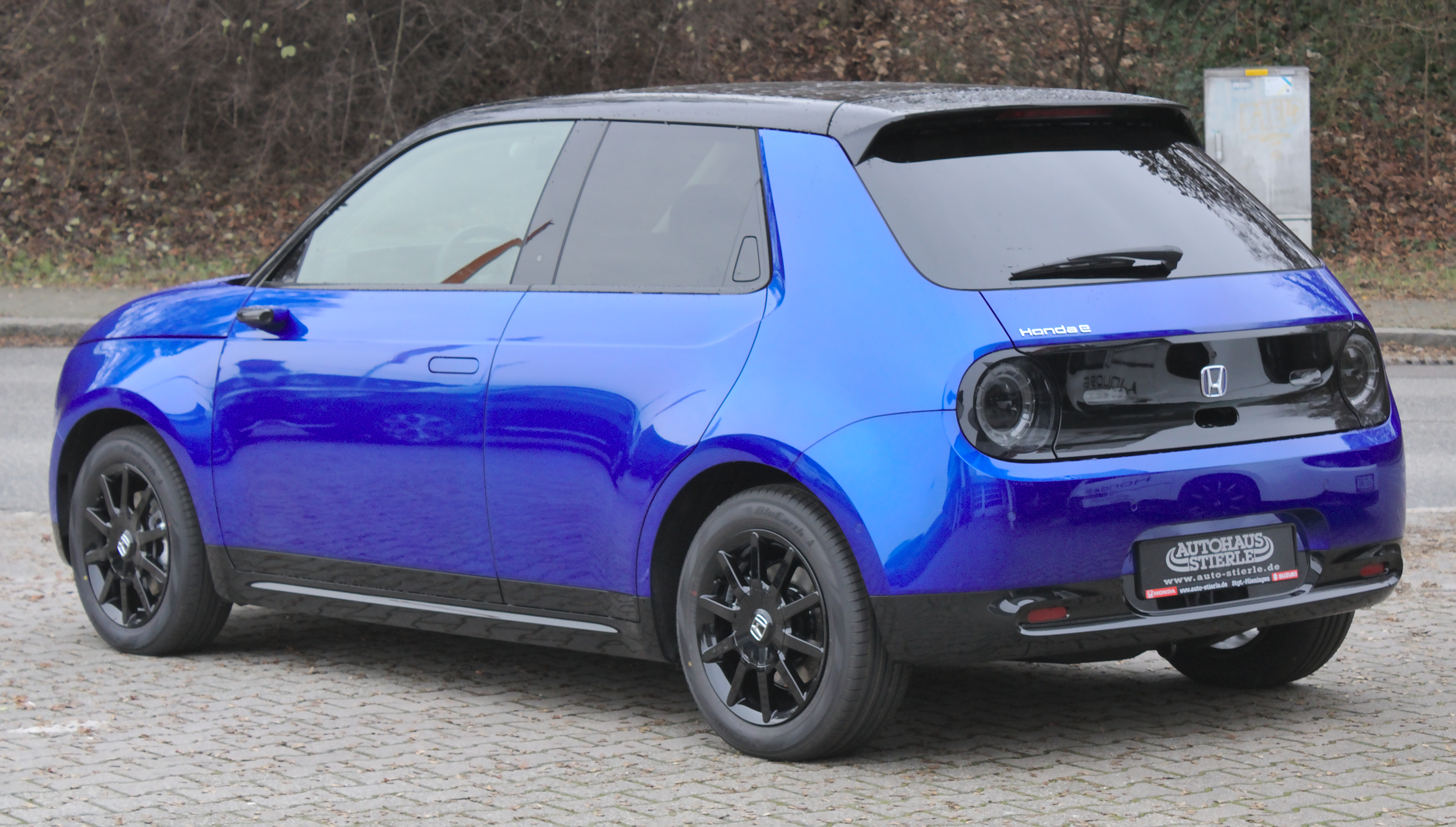

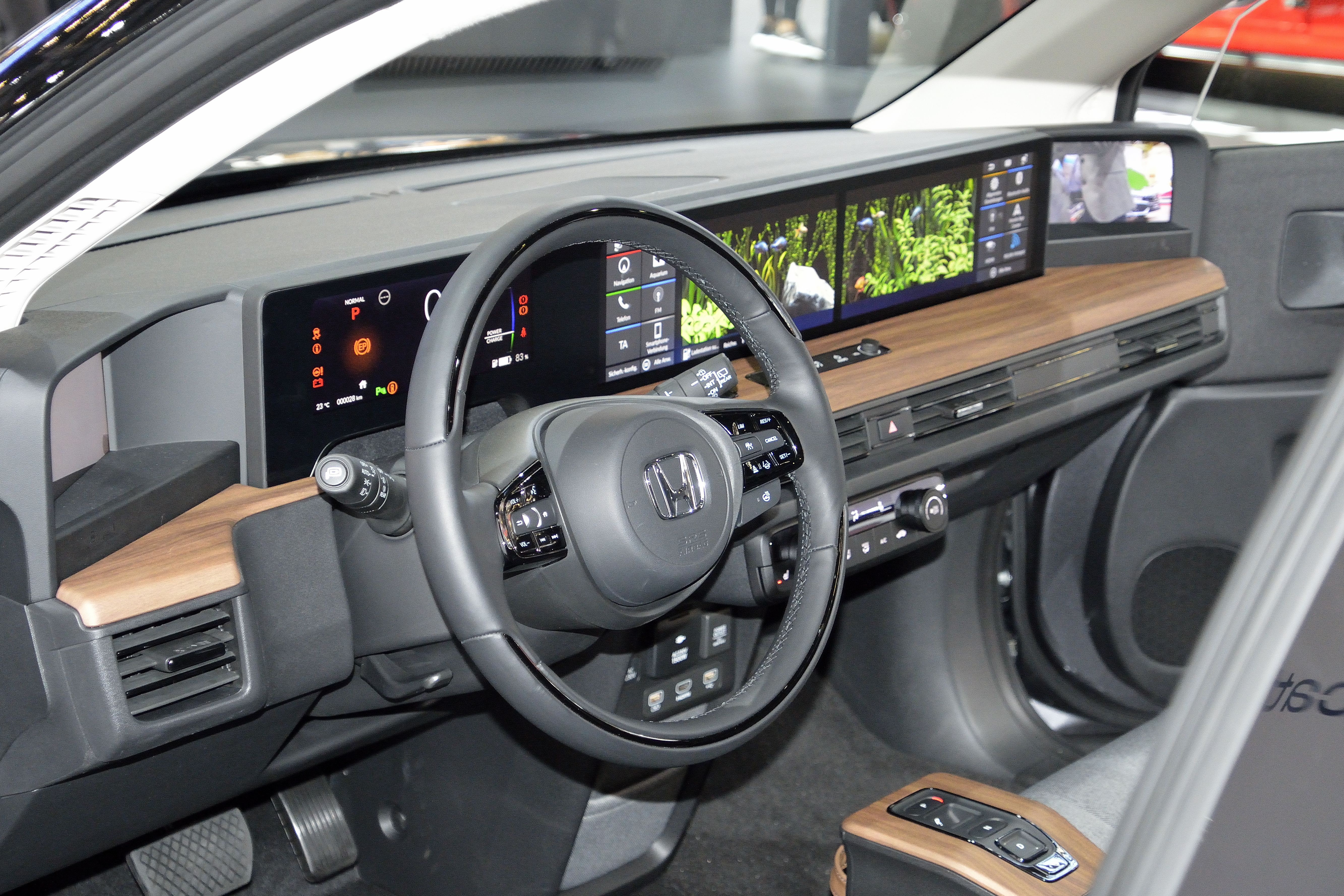

Автомобіль побудований на новітній платформі й розташується в лінійці японського виробника трохи нижче від Honda Jazz. Габаритна довжина кузова електрокара Urban EV складе менше 4 метрів, з відстанню між осями 2500 мм.
Електродвигун MCF5 розвиває потужність 136 або 154 к. с. і 315 Нм. Запас ходу становить у районі 220 км. При потужній зарядці акумулятор заряджається на 80 % за 30 хвилин.
Тягова батарея на 35,5 кВт·год — літій-іонна. 

### Припинення виробництва
Наприкінці 2023 року Honda оголосила про припинення виробництва e у січні 2024 року, не плануючи випускати модель другого покоління. Це сталося через повільні продажі e: приблизно 12 500 одиниць було продано по всьому світу протягом 3 років. 
Незважаючи на те, що його компактні розміри підходять для певних ринків, таких як Європа, автомобіль не виправдав очікувань покупців із базовою стартовою ціною 39 900 євро (44 100 доларів США), обмеженим запасом ходу на електротягі за WLTP та непрактичною ергономікою салону. Суперники в цьому класі пропонували кращий пакет за доступнішою ціною, що сприяло відсутності успіху e. 
У Honda заявили, що їх перший BEV приніс «багато нових клієнтів бренду» в європейському регіоні, і продовжили зміцнювати свої плани електрифікації в Європі з нещодавно представленою моделлю Honda e:Ny1.  У майбутньому електромобілів Honda буде більше.

## Продажі
| рік  | Європа | Японія |
| ---- | ------ | ------ |
| 2020 | 4,028  | 427    |
| 2021 | 3,752  | 721    |
| 2022 |        | 371    |